# Oregostoma nitidiventre
Oregostoma nitidiventre är en skalbaggsart som först beskrevs av Pierre Émile Gounelle 1911.  Oregostoma nitidiventre ingår i släktet Oregostoma och familjen långhorningar. Inga underarter finns listade i Catalogue of Life.